# アネマス家
アネマス (ギリシア語: Ἀνεμᾶς) は、9世紀から15世紀にかけてのビザンツ帝国の貴族の家名。

## 歴史

### 起源
一族の起源や名前の由来は不明である。「アネモス」（anemos、「風」の意）が語源である説もあるが、言語学者のファエドン・ククレスは「アネメ」（aneme、「糸巻き」の意）に由来しているという説を唱えている。またフランソワ・シャランドンは、10世紀のクレタ島のイスラーム政権最後のアミールの息子アネマスの子孫がアネマス家であるとしている。このアネマスは、クレタ島がビザンツ帝国に再征服されて捕虜となった後、キリスト教に改宗してビザンツ帝国の軍人となった人物である。

### 1105年の陰謀
1105年、アネマス家の四兄弟が皇帝アレクシオス1世コムネノスへの陰謀を企てた。名前が伝えられているのはそのうち二人、ミカエルとレオーンのみである。アネマス兄弟は皇帝の命を狙ったが露見して失敗し、毛を剃られて辱めを受けた。ミカエル・アマネスは盲目刑に処されるところだった。しかし彼の勇敢な態度がアンナ・コムネナら皇帝の娘たちの心を動かし、彼女らの求めに応じた皇后エイレーネー・ドゥーカイナがアレクシオス1世に慈悲を求めた。アレクシオス1世はこれを受け入れ、ミカエル・アマネスはブラケルナエ宮殿近くの塔に投獄されるのみで済んだ。その後彼はこの塔の中で長らく生き永らえたため、この塔は「アネマスの牢獄」と呼ばれるようになった。こうした陰謀がありながら、アネマス家は高い地位を維持し続けた。コムネノス朝の間、マヌエル・アネマスはヨハネス2世コムネノスの娘の婿に選ばれた。また他にもアネマス家の者たちはビザンツ帝国の貴族の中でも最高位に位置するアンゲロス家やドゥーカス家と婚姻関係を結んでいた。

### 12世紀後半以降
12世紀後半になるとアネマス家の威勢は衰えていくが、その家名は15世紀に東ローマ帝国が滅亡するまで歴史上に残っていた。例えば1321年の時点で、カルキディキのストミオンという地の地主にアネマス家の者がいた。14世紀前半には、名前不明のアネマス家の者がマルマラ海で溺死させられている。1407年には、テオドロス・アネマスという者がインブロスのカルトフラクス職（公文書を扱う文官）についていた。